# Felosa-ibérica
A felosa-ibérica (Phylloscopus ibericus) é uma pequena ave da família Phylloscopidae.
Tem cerca de 10 cm de comprimento e caracteriza-se pela plumagem esverdeada, sendo muito parecida com a felosa-comum, da qual se distingue sobretudo pelas vocalizações.
Esta espécie distribui-se unicamente pela Península Ibérica, sendo bastante comum em Portugal. Trata-se de uma visitante estival, que chega em Fevereiro ou Março e parte em Setembro. Passa o Inverno em África.